# Tomasz Klenczar
Tomasz Klenczar (ur. 11 czerwca 1886 w Woli k. Pszczyny, zm. 16 kwietnia 1966 w Katowicach) – polski inżynier górniczy, mierniczy, działacz plebiscytowy.

## Życiorys
Był jednym z dwanaściorga dzieci Tomasza, właściciela ośmiohektarowego gospodarstwa i Marianny z Podbiolików. Ukończył szkołę ludową w Woli, a następnie gimnazjum w Bytomiu, utrzymując się z korepetycji.
W latach 1908–1910 praktykował w biurze mierniczym kopalni Emanuelssegen. 25 września 1911 ożenił się z Gertrudą Laby. W 1912 ukończył studia w Instytucie Miernictwa Akademii Górniczej w Berlinie. W 1913 złożył egzamin przed Wyższym Urzędem Górniczym we Wrocławiu, uzyskując dyplom koncesjonowanego mierniczego górniczego. Po ukończeniu studiów pracował w biurze mierniczym u księcia pszczyńskiego, a także jako prywatny nauczyciel syna doktora Ezechiela Ziviera, historyka i archiwisty księcia. W latach 1914–1922 był etatowym mierniczym w III Inspekcji Górniczej w Bielszowicach.
Jako student działał w polskim ruchu narodowym i uczestniczył w obozie zorganizowanym dla studentów Polaków z Rzeszy w Krakowie. Brał udział w akcji plebiscytowej, działając w Naczelnej Radzie Ludowej dla Górnego Śląska. Sprawował funkcję członka Komisji Parytetycznej na powiat zabrski i brał wspólnie z Wojciechem Korfantym udział w delegacji do Paryża w sprawie przyłączenia Śląska do Polski. Po podziale Śląska został z ramienia Polski członkiem Komisji Delimitacyinej i Granicznej, wytyczającej granicę między Niemcami a Polską.
Współorganizował Wyższy Urząd Górniczy w Katowicach, w którym pracował w latach 1922–1939, obejmując funkcję radcy referatu miernictwa i bezpieczeństwa powierzchni. W latach 1920 i 1925 przeprowadził pomiary niwelacyjne górnośląskiego okręgu przemysłowego dla potrzeb przemysłu górniczo-hutniczego. Był rzeczoznawcą w zakresie szkód górniczych. W latach 1933–1939 prowadził wykłady z zakresu szkód górniczych w Zakładzie Geodezji i Miernictwa Górniczego Akademii Górniczej w Krakowie.
Był członkiem Rady Śląskiego Związku Akademickiego, członkiem Stowarzyszenia Inżynierów i Techników Województwa Śląskiego, członkiem honorowym klubu sportowego „Dąb”, członkiem Towarzystwa Szkoły Ludowej oraz Sekcji Technicznej Diecezji Śląskiej i innych organizacji społecznych.
W czasie okupacji, zatrzymany przez Niemców 8 kwietnia 1940 z powodu swojej działalności w komisji granicznej, po krótkim aresztowaniu w halach fabryki Schoena w Sosnowcu, przewieziony 9 kwietnia 1940 do obozu w Dachau, skąd 25 maja 1940 został przekazany do obozu w Mauthausen, na wolność wyszedł pod koniec 1940. Początkowo nie mógł znaleźć pracy, dopiero w lipcu 1941 został zatrudniony przy budowie kolei piaskowej w Wojkowicach Komornych jako technik. Po kilku miesiącach przeniósł się do firmy Hochtief, gdzie dotrwał do wyzwolenia.
Po wojnie powrócił do WUG w Katowicach, gdzie do 30 czerwca 1952 pracował jako naczelnik Wydziału Miernictwa Górniczego, pełniąc również funkcję członka Kolegium Orzekającego WUG. Po przejściu na emeryturę kontynuował pracę na pół etatu jeszcze przez sześć lat. W 1950 uzyskał na AGH dyplom magistra nauk technicznych na podstawie wydanej w 1939 pracy o szkodach górniczych.
Ogłosił szereg prac i artykułów w czasopismach z dziedziny miernictwa górniczego. Publikował artykuły w „Przeglądzie Górniczo-Hutniczym” i „Techniku” oraz prace na temat pomiarów górniczych, własności górniczej i szkód górniczych. Był przewodniczącym Sekcji Miernictwa Górniczego przy Zarządzie Głównym SIiTG oraz członkiem Komisji Miernictwa Górniczego powołanej w Głównym Instytucie Górnictwa. Był człowiekiem renesansu: znał dziewięć języków, grał na skrzypcach i pisał wiersze. W ostatnich latach życia opracował historię miernictwa górniczego, która jednak nie została wydana. Jego imię nosi Technikum Nr 15 w Katowicach.
Został pochowany na Cmentarzu przy ulicy Panewnickiej w Katowicach (sektor G4-2-9).

## Odznaczenia
- Krzyż Kawalerski Orderu Odrodzenia Polski (1938),
- Złoty Krzyż Zasługi (16 stycznia 1930)[21],
- Medal Dziesięciolecia Odzyskanej Niepodległości[1],
- Medal 10-lecia Polski Ludowej (30 listopada 1954)[22].